# Aeroportul Haelogo
Aeroportul Haelogo (IATA: HEO, ICAO: AYHG) este un aeroport din Provincia Centrală, Papua Noua Guinee.
Situat la o altitudine de 914 m, aeroportul dispune de 1 pistă.

## Infrastructură

### Piste
Aeroportul dispune de o singură pistă. Pista are orientarea 12/30. 